# Distretto di Rivne
Il distretto di Rivne (in ucraino Рівненський район?, Rivnens'kyj rajon) è un distretto nell'oblast' di Rivne  in Ucraina. Il suo centro amministrativo è la città di Rivne. Ha una popolazione di 625 543 abitanti.
Il 18 luglio 2020, come parte della riforma amministrativa dell'Ucraina, il numero di distretti dell'oblast di Rivne è stato ridotto a quattro e l'area del distretto di Rivne è stata notevolmente ampliata.